# Boatswain Bird Island
Boatswain Bird Island – mała wyspa leżąca około 305 m od wschodniego brzegu Wyspy Wniebowstąpienia. Od roku 2001 uznawana przez BirdLife International za ostoję ptaków IBA. Administracyjnie część brytyjskiego terytorium zamorskiego Wyspa Świętej Heleny, Wyspa Wniebowstąpienia i Tristan da Cunha.
Nazwę wyspa zawdzięcza dwóm gatunkom faetonów, których druga angielska nazwa, obok Tropicbirds, brzmi Boatswain Birds (pisane niekiedy łącznie).

## Warunki naturalne
Wyspa Boatswain Bird Island jest jałową skałą trachitową o wymiarach około 340–220 m i stopniowanych brzegach. W najwyższym punkcie liczy 104 m wysokości, a około 3 ha wyspy zajmuje wyniesiona, stosunkowo płaska, bazaltowa powierzchnia. Boatswain Bird Island ma 5 ha powierzchni. Z wyjątkiem ptaków nie zamieszkują jej żadne zwierzęta. Przez ich obecność, wyspa pokryta jest warstwą guana, nadającego jej biały kolor.

### Wydobycie guana
W latach 20. XX wieku na wyspie eksploatowano guano. Zbierający je ludzie stacjonowali na Spire Beach, na wyspie spędzając maksymalnie 2–3 dni. Na Boatswain Bird Island zamontowano wtedy tory kolejowe, umożliwiające transport guana wagonikiem na skraj wyspy, skąd zabierano je na łódź i transportowano do English Bay (północna część Wyspy Wniebowstąpienia). Pozyskiwanie guana nie było opłacalne i zostało zaniechane.

## Awifauna
Ostoję ptaków IBA utworzono ze względu na jeden narażony gatunek – fregatę orlą (Fregata aquila) oraz 5 gatunków najmniejszej troski, również gniazdujących; są to nawałnik białorzytny (Oceanodroma castro), faeton białosterny (Phaethon aethereus), faeton żółtodzioby (Phaethon lepturus), głuptak maskowy (Sula dactylatra) i rybołówka atolowa (Anous minutus). Gniazdują tu również głuptak białobrzuchy (Sula leucogaster), atolówka (Gygis alba) i w małej liczebności rybitwa czarnogrzbieta (Onychoprion fuscatus). Wyspa jest ważna dla populacji ptaków morskich, gdyż w 1815 na okoliczną Wyspę Wniebowstąpienia zawleczono koty i szczury, co doprowadziło do przetrzebienia populacji m.in. rybitw.

## Turystyka
Obowiązuje zakaz lądowania na wyspie, dotrzeć na nią można przez sznurową drabinę. Wyspę obejrzeć można także z pokładu statku RMS St Helena.